# جون نيلسون (سياسي أمريكي)
جون نيلسون هو ضابط وتاجر وسياسي أمريكي، ولد في 11 مارس 1745 في Raritan Landing, New Jersey ‏ في الولايات المتحدة، وتوفي في 3 مارس 1833 في نيو برونزويك في الولايات المتحدة. انتخب عضو جمعية نيوجيرسي العامة ‏ (1779 – ).